# Nous trois (film)
Pour les articles homonymes, voir Nous trois (roman).
Pour plus de détails, voir Fiche technique et Distribution.
Nous trois  est un film français réalisé par Renaud Bertrand, sorti en 2010.

## Fiche technique
- Titre : Nous trois
- Réalisation : Renaud Bertrand
- Scénario : Renaud Bertrand et Virginie Chanu
- Production : François Kraus et Denis Pineau-Valencienne (Les Films Du Kiosque)
- Musique : David Moreau
- Chansons : Françoise Hardy, Nino Ferrer, Aphrodite's Child, Leni Escudero et Kurt Weill
- Images : Pierre Aïm
- Montage : Luc Barnier
- Décors : Louise Marzaroli
- Costumes : Valérie D'Alincourt
- Pays d'origine :  France
- Format : couleur - son Dolby
- Genre : drame et romance
- Durée : 90 minutes
- Date de sortie : 17 mars 2010 (France)

## Distribution
- Emmanuelle Béart : Marie, la mère
- Nathan Georgelin : Sébastien
- Jacques Gamblin : le père
- Stefano Accorsi : Philippe Martin
- Audrey Dana : Michèle Martin
- Sacha Briquet : Le grand-père
- Pierre Bertre : frère
- Hervé Sogne : Gilbert
- Julien Landais : Christophe